# Movimiento parabólico
El movimiento parabólico es el desplazamiento realizado por cualquier objeto cuya trayectoria describe una parábola, el cual corresponde con la trayectoria ideal de un proyectil que se mueve en un medio que presenta mínimos de resistencia durante su avance y que está sujeto a un campo gravitatorio ambos de tipo uniforme. El movimiento parabólico es un ejemplo de un movimiento realizado por un objeto en dos dimensiones o sobre un plano. Puede considerarse como la combinación de dos movimientos que son un movimiento horizontal uniforme y un movimiento vertical.
En realidad, cuando se habla de cuerpos que se mueven en un campo gravitatorio central (como el de la Tierra), el movimiento es elíptico. En la superficie de la Tierra, ese movimiento es tan parecido a una parábola que perfectamente podemos calcular su trayectoria usando la ecuación matemática de una parábola. La ecuación de una elipse es bastante más compleja. Al lanzar una piedra al aire, la piedra intenta realizar una elipse en uno de cuyos focos está el centro de la Tierra. Al realizar esta elipse inmediatamente choca con el suelo y la piedra se para, pero su trayectoria es en realidad un "trozo" de elipse. Es cierto que ese "trozo" de elipse es casi idéntico a un "trozo" de parábola. Por ello utilizamos la ecuación de una parábola y lo llamamos "tiro parabólico".
Si nos alejamos de la superficie de la Tierra sí tendríamos que utilizar una elipse (como en el caso de los satélites artificiales).
El movimiento parabólico puede ser analizado como la composición de dos movimientos rectilíneos: un movimiento rectilíneo uniforme horizontal y un movimiento rectilíneo uniformemente acelerado vertical.
El tiro parabólico tiene las siguientes características:
- Conociendo la velocidad de salida (inicial), el ángulo de inclinación inicial y la diferencia de alturas (entre salida y llegada) se conocerá toda la trayectoria.
- Los ángulos de salida y llegada son iguales (siempre que la altura de salida y de llegada sean iguales).
- La mayor distancia cubierta o alcance se logra con ángulos de salida de 45°.
- Para lograr la mayor distancia fijada, el factor más importante es la velocidad.
- Se puede analizar el movimiento en vertical independientemente del horizontal.
- El objeto sigue una trayectoria en forma de parábola debido a la combinación de su movimiento horizontal uniforme y su movimiento vertical acelerado por la gravedad.

## Tipos de movimiento parabólico

Movimiento semi parabólico.

### Movimiento parabólico (completo)
El movimiento parabólico completo se puede considerar como la composición de un avance horizontal rectilíneo uniforme (MRU) y avance vertical, que es un movimiento rectilíneo uniformemente acelerado (MRUA) por la acción de la gravedad. 
En condiciones ideales en que la resistencia al avance es nulo y el campo gravitatorio uniforme, lo anterior implica que:
1. Un cuerpo que se deja caer libremente y otro que es lanzado horizontalmente desde la misma altura tardan lo mismo en llegar al suelo.
2. La independencia de la masa en la caída libre y el lanzamiento vertical es igual de válida en los movimientos parabólicos.
3. El tiempo que tarda en alcanzar su altura máxima es el mismo tiempo que tarda en recorrer la mitad de su distancia horizontal, es decir, el tiempo total necesario para alcanzar la distancia horizontal máxima es el doble del tiempo empleado en alcanzar su altura máxima.

## Ecuaciones del movimiento parabólico
Hay dos ecuaciones que rigen el movimiento parabólico:
1. {\displaystyle \mathbf {v} =v_{0}\,\cos {\phi }\,\mathbf {i} +v_{0}\,\sin {\phi }\,\mathbf {j} }
2. {\displaystyle \mathbf {a} =-g\,\mathbf {j} }

donde:
{\displaystyle v\,}  es el módulo de la velocidad final.
{\displaystyle v_{0}\,}es el módulo de la velocidad inicial.
{\displaystyle \phi \,} es el ángulo de la velocidad inicial sobre la horizontal.
{\displaystyle g\,}  es la aceleración de la gravedad.
{\displaystyle \mathbf {i} ,\mathbf {j} } son dos versores (vectores unitarios) en el plano.
La velocidad final se compone de dos partes:
{\displaystyle v_{0}\,\cos {\phi }} que se denomina como la velocidad horizontal del movimiento.
En lo sucesivo {\displaystyle v_{x}\,}
{\displaystyle v_{0}\,\sin {\phi }} que se denomina como la velocidad vertical del movimiento.
En lo sucesivo {\displaystyle v_{y}\,}
Se puede expresar la velocidad final de este modo:
{\displaystyle \mathbf {v} =v_{x}\,+v_{y}\,} : [ecu. 1]
Será la que se utilice, en los casos en los que no deba tenerse en cuenta el ángulo de la velocidad inicial.

### Ecuación de la aceleración
La única aceleración que interviene en este movimiento es la constante de la gravedad, que corresponde a la ecuación:
{\displaystyle \mathbf {a} =-g\,\mathbf {j} }
Que es vertical y hacia abajo.

### Ecuación de la velocidad
La velocidad de un cuerpo que sigue una trayectoria parabólica se puede obtener integrando la siguiente ecuación:

{\displaystyle {\begin{cases}\mathbf {a} ={\cfrac {d\mathbf {v} }{dt}}=-g\mathbf {j} \\\mathbf {v} (0)=v_{0x}\mathbf {i} +v_{0y}\mathbf {j} \end{cases}}}

La integración es muy sencilla por tratarse de una ecuación diferencial de primer orden y el resultado final es:

{\displaystyle \mathbf {v} (t)=v_{0x}\mathbf {i} +(v_{0y}-gt)\mathbf {j} }

Esta ecuación determina la velocidad del móvil en función del tiempo, la componente horizontal no varía, mientras que la componente vertical sí depende del tiempo y de la aceleración de la gravedad.

### Ecuación de posición
Partiendo de la ecuación que establece la velocidad del móvil con la relación al tiempo y de la definición de velocidad, la posición puede ser encontrada integrando de la siguiente ecuación diferencial:

{\displaystyle {\begin{cases}\mathbf {v} ={\cfrac {d\mathbf {r} }{dt}}=v_{0x}\mathbf {i} +(v_{0y}-gt)\mathbf {j} \\\mathbf {r} (0)=x_{0}\mathbf {i} +y_{0}\mathbf {j} \end{cases}}}

La integración es muy sencilla por tratarse de una ecuación diferencial de primer orden y el resultado final es:

{\displaystyle \mathbf {r} (t)=(v_{0x}\;{t}+x_{0})\,\mathbf {i} +\left(-{\frac {1}{2}}g{t^{2}}+v_{0y}\;t+y_{0}\right)\,\mathbf {j} }

La trayectoria del movimiento parabólico está formada por la combinación de dos movimientos, uno horizontal de velocidad constante, y otro vertical uniformemente acelerado; la conjugación de los dos da como resultado una parábola.

## Movimiento parabólico con rozamiento
Cuando consideramos el rozamiento la trayectoria es casi una parábola pero no exactamente. El estudio de la trayectoria en ese caso es considerado por la balística.

## Generalizaciones relativistas
En teoría de la relatividad para que un móvil ejecute una trayectoria parabólica se requiere un campo de fuerzas no uniforme o una fuerza dependiente del tiempo. Sin embargo, es interesante estudiar un análogo aproximado que sería el de un móvil sometido a una fuerza constante que no sea paralela a la velocidad, esto ocasiona un movimiento cuasiparabólico. Este es, por ejemplo, con gran aproximación el movimiento que ejecuta un electrón u otra partícula cargada frente a una placa plana cargada uniformemente (condensador plano). La ecuación de movimiento relativista para el movimiento bajo una fuerza constante, alineada con la dirección X es:

{\displaystyle {\begin{cases}{\cfrac {d}{dt}}\left({\cfrac {v_{x}}{\sqrt {1-(v_{x}^{2}+v_{y}^{2})/c^{2}}}}\right)={\cfrac {F}{m_{0}}}=w\\{\cfrac {d}{dt}}\left({\cfrac {v_{y}}{\sqrt {1-(v_{x}^{2}+v_{y}^{2})/c^{2}}}}\right)=0\\v_{x}(0)=V_{0,x},\ v_{y}(0)=V_{0,y}\end{cases}}}

Donde w es una constante que, para valores pequeños de la velocidad comparados con la velocidad de la luz, es aproximadamente igual a la aceleración (para velocidades cercanas a la de la luz la aceleración es mucho más pequeña que el cociente entre la fuerza y la masa). De la segunda de estas ecuaciones se obtiene que:

{\displaystyle {\frac {v_{y}}{\sqrt {1-(v_{x}^{2}+v_{y}^{2})/c^{2}}}}=\beta _{y}\quad \Rightarrow \quad v_{y}(t)=\beta _{y}{\sqrt {\frac {c^{2}-v_{x}^{2}(t)}{c^{2}+\beta _{y}^{2}}}}}

Siendo {\displaystyle \beta _{y}} una constante de integración que debe determinarse a partir de las condiciones de contorno. De la segunda ecuación diferencial se obtiene:

{\displaystyle {\frac {v_{x}}{\sqrt {1-(v_{x}^{2}+v_{y}^{2})/c^{2}}}}=wt+\beta _{x}\quad \Rightarrow \quad v_{x}(t)={\frac {wt+\beta _{x}}{\sqrt {1-{\cfrac {(wt+\beta _{x})^{2}+\beta _{y}^{2}}{c^{2}}}}}}}

Integrando esta última ecuación se tiene:

{\displaystyle x(t)=x_{0}+{\frac {c^{2}}{w}}\left[{\sqrt {1-{\frac {\beta _{x}^{2}+\beta _{y}^{2}}{c^{2}}}}}-{\sqrt {1-{\frac {(wt+\beta _{x})^{2}+\beta _{y}^{2}}{c^{2}}}}}\right]}